# Соната для фортепиано № 29 (Бетховен)
Соната для фортепиано № 29 си-бемоль мажор, op. 106 («Большая соната для Хаммерклавира») написана Бетховеном в 1817—1819 и посвящена эрцгерцогу Рудольфу. В названии автор отразил тот факт, что к моменту написания сонаты в музыкальную практику вошли более совершенные, чем ранее, образцы фортепиано, которые по-немецки назывались хаммерклавирами (буквально «молоточковыми клавирами»).
В сонате четыре части:
1. Allegro
2. Scherzo, assai vivace
3. Adagio sostenuto. Appassionato e con molto sentimento
4. Largo — Allegro risoluto

Является одним из наиболее выдающихся фортепианных творений Бетховена, по масштабу сравнимым с его Девятой симфонией. Фридрих Ницше упомянул сонату в книге «Человеческое, слишком человеческое»:
Бывают дурные случайности в жизни великих художников, которые, например, вынуждают живописца набросать самую значительную свою картину лишь как беглую мысль или, например, принудили Бетховена оставить нам в некоторых больших сонатах (как в большой B-dur) лишь недостаточный клавираусцуг симфонии. Здесь позднейший художник должен стараться задним числом исправить жизнь великого мастера ― что, например, сделал бы тот, кто, владея всеми тайнами оркестрового действия, возродил бы к жизни указанную симфонию, заживо погребенную в клавире.
Композитор Феликс Вайнгартнер переложил сонату для оркестра.
Из-за крайней сложности сонаты её включение в концертные программы является редкостью («пианистическим подвигом»). Для среднего пианиста соната практически неисполнима. Существуют записи «Хаммерклавира» в интерпретации крупнейших музыкантов, таких как Гленн Гульд, Григорий Соколов, Артур Шнабель, Вильгельм Кемпф, Игорь Левит, Эмиль Гилельс. В начале XX века сочинение звучало в трактовках Ферруччо Бузони и Иосифа Гофмана (слушатели отдавали предпочтение первому). 
Исполнение всего произведения занимает около 45 минут, то есть целое отделение концерта. Объём нотного текста — почти 1200 тактов.